# Механізований корпус
Механізо́ваний ко́рпус (МК) — загальновійськове оперативно-тактичне з'єднання (об'єднання) сухопутних військ постійного складу в збройних силах, основу якого, як правило, складають механізовані (мотострілецькі, стрілецькі, піхотні, мотопіхотні) та танкові з'єднання (дивізія, бригада) та частини, підрозділи інших родів військ та спеціальних військ, органів управління та забезпечення.

## Історія

### СРСР

#### Етапи формуваннямк
На етапі насічення збройних сил Радянського Союзу новітньою технікою, наприкінці 1920-х, у РСЧА були створені перші оперативно-тактичні з'єднання рухомих військ, у 1938—1939 роках переформовані в танкові корпуси (тк), в 1940 році були знов створені мехкорпуса (1940—1941 року), як загальновійськове з'єднання РСЧА, для «глибокого потрясіння фронту противника». На початок німецько-радянської війни складався з двох танкових, однієї мотострілецької дивізій і інших підрозділів, частин і з'єднань.
Мехкорпуса як правило знаходилися в окружному (з початком війни — фронтовому) підпорядкуванні, рідше — входили до складу загальновійськових армій, як ударна сила. На початок війни найбільша кількість — п'ять мехкорпусів — знаходилося в підпорядкуванні командування Південно-Західного фронту.
У 1932 році на базі механізованої бригади був сформований перший у світі механізований корпус — самостійне оперативне з'єднання, що включало дві механізовані і одну стрілецько-кулеметну бригади, окремий зенітно-артилерійський дивізіон й налічувало понад 500 танків і 200 автомобілів. Назва «механізовані» була закріплена в 1932 році в тимчасовій настанові механізованих військ РСЧА, яка мала назву «Водіння і бій самостійних механізованих з'єднань». До початку 1936 років у складі Червоної армії було вже 4 механізованих корпуси.
9 липня 1940 року НКО СРСР затвердив план створення перших восьми механізованих корпусів. 4 жовтня НКО доповів Політбюро ЦК ВКП(б) про завершення формування 8 мехкорпусів, 18 танкових і 8 механізованих дивізій. До 1 грудня 1940 в РСЧА було 9 мехкорпусів і 45 танкових бригад. У лютому-березні 1941 почалося формування ще 20 мехкорпусів, 8 березня на засіданні Політбюро були затверджені їх командири.
Перед початком німецько-радянської війни загалом в РСЧА передбачалося мати 30 мехкорпусів, але реально до початку війни було сформовано 29 (з 1 по 28 і 30), 29-й мехкорпус не був створений, але наявність двох танкових (57-ма і 56-та тд) та 82-ї моторизованої дивізій в Монголії надавала можливість для організації 29-го мехкорпуса.

#### Організаційно-штатна структурамкРСЧА
Механізований корпус РСЧА на 22.06.1941 р. мав наступний склад:
- 2 танкові дивізії
- моторизована дивізія
- мотоциклетний полк
- корпусна артилерія
- механізований інженерний полк
- спеціальні частини

Штатний склад корпусу включав:
- 36 тис. особового складу
- 1031 танк (з них 546 середніх і важких)
- 268 бронеавтомобілів
- 100 польових гармат
- 36 протитанкових і 36 зенітних гармат
- 186 мінометів

На кінець 1943 року до складу механізованого корпусу входили:
- управління (штаб) корпусу.
- 3 механізовані бригади
- танкова бригада
- 1-2 самохідно-артилерійських полки
- мінометний полк
- зенітний полк
- артилерійський полк
- винищувально-протитанковий артилерійський полк
- окремий гвардійський мінометний дивізіон реактивної артилерії
- частини забезпечення і обслуговування.

Штатний склад корпусу включав:

Особовий склад:
- всього 16 369 в/сл.

Озброєння:
- 246 танків і самохідно-артилерійських установок (САУ) (Т-34 — 176, Т-70 — 21, САУ — 49).
- 252 гармат та мінометів
- понад 1 800 автомашин.

#### Механізовані корпуси Червоної армії
| Механізовані корпуси Червоної армії (за станом на 22 червня 1941) | Механізовані корпуси Червоної армії (за станом на 22 червня 1941) | Механізовані корпуси Червоної армії (за станом на 22 червня 1941) | Механізовані корпуси Червоної армії (за станом на 22 червня 1941) | Механізовані корпуси Червоної армії (за станом на 22 червня 1941) | Механізовані корпуси Червоної армії (за станом на 22 червня 1941) | Механізовані корпуси Червоної армії (за станом на 22 червня 1941) | Механізовані корпуси Червоної армії (за станом на 22 червня 1941) |
| ----------------------------------------------------------------- | ----------------------------------------------------------------- | ----------------------------------------------------------------- | ----------------------------------------------------------------- | ----------------------------------------------------------------- | ----------------------------------------------------------------- | ----------------------------------------------------------------- | ----------------------------------------------------------------- |
| Номер                                                             | ППД                                                               | Армія/ Військовий округ                                           | Фронт                                                             | Склад мк                                                          | Командир                                                          | Чисельність о/с                                                   | Чисельність танків                                                |
| 1                                                                 | Псков                                                             | ЛенВО                                                             | Північно-Західний фронт                                           | 1-ша тд, 3-тя тд, 163-тя мд                                       | генерал-майор танкових військ Чернявський М. Л.                   | 31.349                                                            | 1.039                                                             |
| 2                                                                 | Тирасполь                                                         | 9-та армія                                                        | Південний фронт (з 25 червня 1941)                                | 11-та тд, 16-та тд, 15-та мд                                      | генерал-майор Новосельський Ю. В.                                 | 32.396                                                            | 517                                                               |
| 3                                                                 | Вільнюс                                                           | 11-та армія                                                       | Північно-Західний фронт                                           | 2-га тд, 5-та тд, 84-та мд                                        | генерал-майор танкових військ Куркін О. В.                        | 31.975                                                            | 669                                                               |
| 4                                                                 | Львів                                                             | 6-та армія                                                        | Південно-Західний фронт                                           | 8-ма тд, 32-га тд, 81-ша мд                                       | генерал-майор Власов А.А                                          | 28.098                                                            | 979                                                               |
| 5                                                                 | роз'їзд № 77 Забайкалля                                           | 16-та армія, ЗабВО                                                | передислокація на Південно-Західний фронт                         | 13-та тд, 17-та тд, 109-та мд                                     | генерал-майор танкових військ Алексєєнко І. П.                    | н/д                                                               | 1.070                                                             |
| 6                                                                 | Білосток                                                          | 10-та армія                                                       | Західний фронт                                                    | 4-та тд, 7-ма тд, 29-та мд                                        | генерал-майор Хацкілевич М. Г.                                    | 32.382                                                            | 1.131                                                             |
| 7                                                                 | Москва                                                            | МВО                                                               | МВО                                                               | 14-та тд, 18-та тд, 1-ша мд                                       | генерал-майор Виноградов В. І.                                    | н/д                                                               | 959                                                               |
| 8                                                                 | Дрогобич                                                          | 26-та армія                                                       | Південно-Західний фронт                                           | 12-та тд, 34-та тд, 7-ма мд                                       | генерал-лейтенант Рябишев Д. І.                                   | 28.713                                                            | 898                                                               |
| 9                                                                 | Новоград-Волинський                                               | КОВО                                                              | Південно-Західний фронт                                           | 20-та тд, 35-та тд, 131-ша мд                                     | генерал-майор Рокоссовський К. К.                                 | 26.833                                                            | 298                                                               |
| 10                                                                | Новий Петергоф                                                    | ЛенВО                                                             | Північний фронт                                                   | 21-ша тд, 24-та тд, 198-ма мд                                     | генерал-майор Лазарев І. Г.                                       | 26.168                                                            | 469                                                               |
| 11                                                                | Вовковиськ                                                        | 3-тя армія                                                        | Західний фронт                                                    | 29-та тд, 33-тя тд, 204-та мд                                     | генерал-майор Мостовенко Д. К.                                    | 21.605                                                            | 241                                                               |
| 12                                                                | Шяуляй                                                            | 8-ма армія                                                        | Північно-Західний фронт                                           | 23-тя тд, 28-ма тд, 202-га мд                                     | генерал-майор Шестопалов М. М.                                    | 28.832                                                            | 749                                                               |
| 13                                                                | Більськ-Підляський                                                | 10-та армія                                                       | Західний фронт                                                    | 25-та тд, 31-ша тд, 208-ма мд                                     | генерал-майор Ахлюстін П. М.                                      | 17.809                                                            | 295                                                               |
| 14                                                                | Кобрин                                                            | 4-та армія                                                        | Західний фронт                                                    | 22-га тд, 30-та тд, 205-та мд                                     | генерал-майор Оборін С. І.                                        | 19.332                                                            | 518                                                               |
| 15                                                                | Броди                                                             | 6-та армія                                                        | Південно-Західний фронт                                           | 10-та тд, 37-ма тд, 212-та мд                                     | генерал-майор Карпезо Г. І.                                       | 33.935                                                            | 749                                                               |
| 16                                                                | Кам'янець-Подільський                                             | 12-та армія                                                       | Південно-Західний фронт                                           | 15-та тд, 39-та тд, 240-ва мд                                     | комдив Соколов О. Д.                                              | 26.920                                                            | 680                                                               |
| 17                                                                | Барановичі                                                        | ЗОВО                                                              | Західний фронт                                                    | 27-ма тд, 36-та тд, 209-та мд                                     | генерал-майор Петров М. П.                                        | 16.578                                                            | 63                                                                |
| 18                                                                | Аккерман                                                          | 9-та армія                                                        | Південний фронт (з 25 червня 1941)                                | 44-та тд, 47-ма тд, 218-та мд                                     | генерал-майор танкових військ Волох П. В.                         | 26.879                                                            | 282                                                               |
| 19                                                                | Бердичів                                                          | КОВО                                                              | Південно-Західний фронт                                           | 40-ва тд, 43-тя тд, 213-та мд                                     | генерал-майор танкових військ Фекленко М. В.                      | 21.654                                                            | 453                                                               |
| 20                                                                | Борисов                                                           | ЗОВО                                                              | Західний фронт                                                    | 26-та тд, 38-ма тд, 210-та мд                                     | генерал-майор Нікітін А. Г.                                       | 20.391                                                            | 93                                                                |
| 21                                                                | Ідриця Псковська область                                          | МВО                                                               | МВО                                                               | 42-га тд, 46-та тд, 185-та мд                                     | генерал-майор Лелюшенко Д. Д.                                     | н/д                                                               | 175                                                               |
| 22                                                                | Рівне                                                             | 5-та армія                                                        | Південно-Західний фронт                                           | 19-та тд, 41-ша тд, 215-та мд                                     | генерал-майор Кондрусєв С. М.                                     | 24.087                                                            | 707                                                               |
| 23                                                                | Воронеж                                                           | ОрВО                                                              | ОрВО                                                              | 48-ма тд, 51-ша тд, 220-та мд                                     | генерал-майор М'ясников М. Я.                                     | н/д                                                               | 413                                                               |
| 24                                                                | Проскурів                                                         | КОВО                                                              | Південно-Західний фронт                                           | 45-та тд, 49-та тд, 216-та мд                                     | генерал-майор Чистяков В. І.                                      | 21.556                                                            | 222                                                               |
| 25                                                                | Харків                                                            | ХВО                                                               | Західний фронт                                                    | 50-та тд, 59-та тд, 219-та мд                                     | генерал-майор Кривошеїн С. М.                                     | н/д                                                               | 300                                                               |
| 26                                                                | Армавір                                                           | 19-та армія                                                       | ПвКВО                                                             | 52-га тд, 56-та тд, 103-тя мд                                     | генерал-майор Кириченко М. Я.                                     | н/д                                                               | 184                                                               |
| 27                                                                | Мари                                                              | САВО                                                              | САВО                                                              | 9-та тд, 53-тя тд, 221-ша мд                                      | генерал-майор Петров І. Ю.                                        | н/д                                                               | 356                                                               |
| 28                                                                | Єреван                                                            | ЗакВО                                                             | ЗакВО                                                             | 6-та тд, 54-та тд, 236-та мд                                      | генерал-майор Новиков В. В.                                       | н/д                                                               | 869                                                               |
| 29                                                                | територія Монголії                                                | 19-та армія                                                       | ЗабВО                                                             | 57-ма тд, 61-ша тд, 82-га мд                                      | розформований 7 травня 1941                                       | до розформування 1011                                             | н/д                                                               |
| 30                                                                | Монастирище Приморський край                                      | 1-ша ЧА                                                           | Далекосхідний фронт                                               | 58-ма тд, 60-та тд, 239-та мд                                     | генерал-лейтенант Голубовський В. С.                              | н/д                                                               | 2.969                                                             |